# Agugliaro
Agugliaro és un municipi italià de 1.379 habitants de la província de Vicenza (regió del Vèneto). Es troba a la zona anomenada Basso Vicentino, en els confins amb la província de Pàdua. Està situat entre els turons Berici (Vicenza) i els turons Euganeas (Pàdua).
Destaca per les seves viles de notable valor arquitectònic, en particular la Vila Saraceno (segle xv, a la localitat de Finale), obra d'Andrea Palladio, propietat de la fundació britànica «The Landmark Trust» que té com a president el príncep Carles d'Anglaterra, una de les viles pal·ladianes declarades Patrimoni de la Humanitat per la Unesco.